# دعس
دِعْس (الاسم العلمي: Bombax)، جنس أشجار استوائية من فصيلة الخبازية. أعطانها في غرب أفريقيا، وشبه القارة الهندية، وجنوب شرق آسيا، والمناطق شبه الاستوائية في شرق آسيا وشمال أستراليا. وهو يتميز عن جنسقابوق، ذو الزهور البيضاء.